# خاویر سولر (بازیکن فوتبال)
خاویر سولر (انگلیسی: Javier Soler؛ زادهٔ ۲۰ فوریهٔ ۱۹۹۷) بازیکن فوتبال اهل اسپانیا است.